# Glaucomastix venetacauda
Glaucomastix venetacauda — вид ящірок родини теїдових (Teiidae). Ендемік Бразилії.

## Поширення і екологія
Glaucomastix venetacauda мешкають в штаті Піауї, зокрема в Національному парку Серра-дас-Конфузойнс. Вони живуть в саванах, серед пісковикових скель.